# Населённые пункты в составе Санкт-Петербурга
По состоянию на 1 января 2020 года город федерального значения Санкт-Петербург включает 111 внутригородских муниципальных образований (внутригородских территорий), из которых 9 наделены статусом города (в списке выделены оранжевым цветом), 21 статусом посёлка (в списке выделены серым цветом); остальные являются муниципальными округами. Соответствующие географические объекты и административно-территориальные единицы на территории современного Санкт-Петербурга отсутствуют, единственным населённым пунктом является сам город Санкт-Петербург. Муниципальные образования как объекты административно-территориального устройства наравне с районами в ОКАТО значились до 2017 года. До 1997—1998 годов муниципальные образования города и посёлки являлись городами и посёлками городского типа, подчинёнными администрации города Санкт-Петербурга.
Города и посёлки расположены в границах в общей сложности 8 административных районов.
Города и посёлки в переписи 2002 года значились как муниципальные образования — города административных районов и муниципальные образования — посёлки административных районов, сельское население отсутствовало. Сельское население отсутствовало и при переписи 1989 года.

## Районы и города и посёлки в их границах

### Выборгский
| № | Населённый пункт | Тип     | Население |
| - | ---------------- | ------- | --------- |
| 1 | Левашово         | посёлок | 5880      |
| 2 | Парголово        | посёлок | 97 422    |

### Колпинский
| № | Населённый пункт | Тип     | Население |
| - | ---------------- | ------- | --------- |
| 1 | Колпино          | город   | 142 108   |
| 2 | Металлострой     | посёлок | 26 944    |
| 3 | Петро-Славянка   | посёлок | 2079      |
| 4 | Понтонный        | посёлок | 8596      |
| 5 | Сапёрный         | посёлок | 1652      |
| 6 | Усть-Ижора       | посёлок | 2568      |

### Красносельский
Город Красное Село образован (восстановлен) в марте 1999 года, до 1999 года — муниципальный округ № 43.
| № | Населённый пункт | Тип   | Население |
| - | ---------------- | ----- | --------- |
| 1 | Красное Село     | город | 56 533    |

### Кронштадтский
| № | Населённый пункт | Тип   | Население |
| - | ---------------- | ----- | --------- |
| 1 | Кронштадт        | город | 44 399    |

### Курортный
| №  | Населённый пункт | Тип     | Население |
| -- | ---------------- | ------- | --------- |
| 1  | Белоостров       | посёлок | 2445      |
| 2  | Зеленогорск      | город   | 15 613    |
| 3  | Комарово         | посёлок | 1487      |
| 4  | Молодёжное       | посёлок | 1702      |
| 5  | Песочный         | посёлок | 9564      |
| 6  | Репино           | посёлок | 2888      |
| 7  | Серово           | посёлок | 326       |
| 8  | Сестрорецк       | город   | 45 192    |
| 9  | Смолячково       | посёлок | 846       |
| 10 | Солнечное        | посёлок | 1842      |
| 11 | Ушково           | посёлок | 808       |

### Петродворцовый
| № | Населённый пункт | Тип     | Население |
| - | ---------------- | ------- | --------- |
| 1 | Ломоносов        | город   | 39 147    |
| 2 | Петергоф         | город   | 80 814    |
| 3 | Стрельна         | посёлок | 14 057    |

### Приморский
| № | Населённый пункт | Тип     | Население |
| - | ---------------- | ------- | --------- |
| 1 | Лисий Нос        | посёлок | 6511      |

### Пушкинский
| № | Населённый пункт | Тип     | Население |
| - | ---------------- | ------- | --------- |
| 1 | Александровская  | посёлок | 3116      |
| 2 | Павловск         | город   | 17 463    |
| 3 | Пушкин           | город   | 107 223   |
| 4 | Тярлево          | посёлок | 1692      |
| 5 | Шушары           | посёлок | 126 115   |